# Медведев, Андрей Олегович
Андрей Олегович Медведев (укр. Андрій Медведєв; род. 31 августа 1974, Киев) — украинский теннисист, предприниматель и теннисный тренер. Победитель 11 турниров АТР; финалист Открытого чемпионата Франции 1999 года. Почётный президент Федерации тенниса Украины с 2006 года, капитан сборной Украины в Кубке Дэвиса. Младший брат теннисистки Натальи Медведевой.

## Спортивная карьера

### Начало карьеры
Андрей Медведев начал играть в теннис в десятилетнем возрасте. В первое время ему помогала в этом мать, Светлана, профессиональный теннисный тренер, также тренировавшая его сестру Наталью. Отчим Андрея, Юрий Черепов, был его первым постоянным тренером.
Свой первый матч в профессиональном турнире Андрей провёл в 16 лет на Кубке Кремля в Москве. В конце 1990 года он первенствовал в престижном юниорском турнире Orange Bowl, а в 1991 году выиграл Открытый чемпионат Франции среди юношей. В  сентябре того же года он дошёл до полуфинала турнира ATP в Женеве, где в первом круге переиграл тридцатую ракетку мира, действующего олимпийского чемпиона Марка Россе. Это позволило ему совершить скачок сразу на 200 мест в рейтинге.

### 1992—1994
В мае 1992 года восемнадцатилетний Медведев выходит в четвёртый круг Открытого чемпионата Франции уже среди взрослых, одержав три победы над игроками из первой сотни рейтинга, в том числе над Якобом Хласеком, входившим в первую двадцатку, и уступив лишь первой ракетке мира Джиму Курье. Через месяц в Генуе он выиграл свой первый турнир АТР и впервые вошёл в число ста лучших теннисистов мира. В этом году он выиграл ещё два турнира, в том числе турнир категории Championship Series в Штутгарте, который начал на сотом месте в рейтинге и где последовательно обыграл шесть соперников из топ-50, включая вторую ракетку мира Стефана Эдберга, и закончил сезон на 24 месте в рейтинге.
В 1993 году Медведев выиграл ещё три турнира АТР, включая два турнира Championship Series, и ещё дважды доходил до финала, в том числе в турнире серии Мастерс в Париже. Он также добился заметных успехов в турнирах Большого шлема, во Франции дойдя до полуфинала (перед которым снова обыграл Эдберга), а в Открытом чемпионате США до четвертьфинала. Накануне Открытого чемпионата США он вошёл в десятку лучших теннисистов мира, а в конце года получил право на участие в чемпионате мира ATP. Там он победил в группе Курье и Майкла Чанга, но в полуфинале путь ему преградил Пит Сампрас, занимавший в рейтинге первую строчку. Помимо успехов в одиночном разряде, он одерживает несколько значительных побед в паре с Евгением Кафельниковым и Гораном Иванишевичем, с которыми обыгрывает сильных соперников на турнирах в Барселоне и Риме. С 1993 года Медведев также выступает за сборную Украины. В свой первый год в сборной, выступавшей тогда в третьей евроафриканской группе, он провёл восемь матчей и все их выиграл, а команда, одержавшая пять «сухих» побед, поднялась во вторую евроафриканскую группу.
В 1994 году Медведев выигрывает только два турнира, но оба — из серии Мастерс, став первым европейцем, которому удалось победить в двух турнирах Мастерс подряд. Только через 10 лет этот успех удастся повторить Марату Сафину. После победы на Открытом чемпионате Германии в Гамбурге Медведев поднялся на пятое место в рейтинге, а к Открытому чемпионату Франции, где он на этот раз дошёл до четвертьфинала, — на четвёртое, высшее в карьере. Остаток года он провёл менее успешно, побывав только в четвёртом круге на Уимблдоне и в финале турнира в Праге, и в розыгрыш чемпионата мира АТР не попал, но по сумме выступлений в турнирах Большого шлема был допущен в Кубок Большого шлема в конце года, где, однако, в первом же круге на его пути стал Серхи Бругера, его обидчик на двух последних турнирах Большого шлема во Франции.

### 1995—2001
В конце 1994 — начале 1995 года Андрей с сестрой Натальей представляли Украину в Кубке Хопмана. Медведевы взяли верх над сборными Швеции (Андрей проиграл матч в одиночном разряде Матсу Виландеру, но выиграл в парах), США (Андрей победил Ричи Ренеберга и проиграл уже ничего не решавший матч в миксте) и Чехии (Андрей взял верх над Петром Кордой и снова проиграл не имевший значения парный матч), а в финале уступили немцам (Андрей проиграл Борису Беккеру и выиграл парный матч, который уже тоже ничего не решал).
Позднее в 1995 году Медведев вернулся в сборную Украины, чтобы помочь ей подняться в Кубке Дэвиса ещё на одну ступеньку. В полуфинале второй евроафриканской группы он практически в одиночку разгромил в гостях сборную Египта. На индивидуальном уровне его наиболее значительными успехами были вторая победа на турнире Мастерс в Гамбурге и выход в четвертьфинал Открытого чемпионата Австралии, обеспечивший ему второй год подряд участие в Кубке Большого шлема. На этот раз он выиграл матч первого круга, но по ходу четвертьфинального матча с Тоддом Мартином был вынужден прекратить борьбу.
В 1996 году Медведев снова выигрывает один турнир АТР в одиночном разряде и ещё раз доходит до финала. В составе сборной Украины он снова провёл одну встречу (против команды Норвегии) и, добившись побед во всех трёх играх, включая парную, продолжил свою беспроигрышную серию в Кубке Дэвиса, доведя её уже до 14 побед. Этот успех помог сборной Украины остаться ещё на год в первой евроафриканской группе.
В 1997 году Медведев выиграл свой последний турнир АТР, причём уже в третий раз он первенствовал в Гамбурге. Этого успеха он добился, занимая 38-ю строчку в рейтинге и обыграв по пути к титулу двоих теннисистов из первой десятки — голландца Рихарда Крайчека и Кафельникова. В Кубке Дэвиса его победная серия была прервана представителем Зимбабве Уэйном Блэком. После поражения от Зимбабве команда Украины была снова вынуждена бороться за выживание в первой евроафриканской группе. Несмотря на победы, одержанные Медведевым в одиночном разряде над Грегом Руседски и Тимом Хенменом, украинцы проиграли и сборной Великобритании, и только победа в матче с венграми, где Медведев выиграл все три игры, позволила им сохранить место в группе.
В 1998 году Медведев только один раз доходит до финала турнира АТР и выбывает из числа 50 сильнейших теннисистов мира. На следующий год, уже находясь на сотом месте в рейтинге, он сенсационно доходит до финала Открытого чемпионата Франции, взяв верх над двумя теннисистами из первой мировой десятки Сампрасом и Густаво Куэртеном. В финале Андрей уверенно вёл в матче против Андре Агасси, выиграв первые два сета 6-1 6-2, но американец, проигрывая 0-2 по сетам, сумел переломить ход игры и добиться победы в пяти сетах, завоевав таким образом «карьерный Большой шлем». Этот финал позволил Медведеву не только вернуться в число 50 сильнейших теннисистов мира, но и в третий раз участвовать в Кубке Большого шлема, где он победил девятую ракетку мира Крайчека, но в полуфинале уступил Руседски, шестой ракетке мира. В этом же году Медведев дошёл до единственного в карьере финала в парном разряде: с Маратом Сафиным они проиграли в финале Кубка Кремля опытным парным бойцам Даниэлю Вацеку и Джастину Гимелстобу. В этом году, как и в следующем, его победы позволяли сборной Украины сохранять за собой место в первой евроафриканской группе, и только в 2001 году, в год завершения его карьеры, украинцы наконец проиграли в переходном турнире сборной Австрии.
Последним турниром в карьере Медведева стал Открытый чемпионат Санкт-Петербурга 2001 года, где он в первом круге, уже находясь глубоко во второй сотне рейтинга, неожиданно победил десятую ракетку мира Томми Хааса, но уже в следующей игре уступил Штефану Коубеку из Австрии. После турнира Медведев заявил в интервью газете «Факты», что надеется продолжить выступления, но в действительности ему это сделать так и не удалось.

## Позиция в рейтинге в конце сезона
| Год              | 1990 | 1991 | 1992 | 1993 | 1994 | 1995 | 1996 | 1997 | 1998 | 1999 | 2000 | 2001 |
| ---------------- | ---- | ---- | ---- | ---- | ---- | ---- | ---- | ---- | ---- | ---- | ---- | ---- |
| Одиночный разряд | 1007 | 227  | 24   | 6    | 15   | 16   | 35   | 27   | 62   | 31   | 58   | 156  |
| Парный разряд    |      | 429  | 389  | 215  | 553  | 282  | 697  | 453  | 475  | 276  | 657  |      |

## Участие в финалах турниров АТР за карьеру

### Одиночный разряд (18)
| Легенда                                |
| Большой шлем (1)                       |
| Чемпионат мира АТР / Кубок Мастерс (0) |
| АТР Мастерс (5)                        |
| АТР Championship / ATP Gold (3)        |
| АТР World / ATP International (9)      |

#### Победы (11)
| №   | Дата        | Турнир                                          | Покрытие | Соперник в финале      | Счёт в финале            |
| --- | ----------- | ----------------------------------------------- | -------- | ---------------------- | ------------------------ |
| 1.  | 21 июн 1992 | Генуя, Италия                                   | Грунт    | Гильермо Перес-Рольдан | 6–3, 6–4                 |
| 2.  | 19 июл 1992 | Mercedes Cup, Штутгарт, Германия                | Грунт    | Уэйн Феррейра          | 6–1, 6–4, 6–75, 2–6, 6–1 |
| 3.  | 20 сен 1992 | Grand Prix Passing Shot, Бордо, Франция         | Грунт    | Серхи Бругера          | 6–3, 1–6, 6–2            |
| 4.  | 4 апр 1993  | Открытый чемпионат Эшторила, Оэйраш, Португалия | Грунт    | Карел Новачек          | 6–4, 6–2                 |
| 5.  | 11 апр 1993 | Trofeo Conde de Godó, Барселона, Испания        | Грунт    | Серхи Бругера          | 6–77, 6–3, 7–5, 6–4      |
| 6.  | 22 авг 1993 | Volvo International, Нью-Хейвен, США            | Хард     | Петр Корда             | 7–5, 6–4                 |
| 7.  | 24 апр 1994 | Monte-Carlo Open, Монако                        | Грунт    | Серхи Бругера          | 7–5, 6–1, 6–3            |
| 8.  | 8 мая 1994  | Открытый чемпионат Германии, Гамбург            | Грунт    | Евгений Кафельников    | 6–4, 6–4, 3–6, 6–3       |
| 9.  | 14 мая 1995 | Открытый чемпионат Германии, Гамбург (2)        | Грунт    | Горан Иванишевич       | 6–3, 6–2, 6–1            |
| 10. | 25 авг 1996 | Waldbaum's Hamlet Cup, Лонг-Айленд, США         | Хард     | Мартин Дамм            | 7–5, 6–3                 |
| 11. | 11 мая 1997 | Открытый чемпионат Германии, Гамбург (3)        | Грунт    | Феликс Мантилья        | 6–0, 6–4, 6–2            |

#### Поражения (7)
| №  | Дата        | Турнир                                          | Покрытие | Соперник в финале | Счёт в финале           |
| -- | ----------- | ----------------------------------------------- | -------- | ----------------- | ----------------------- |
| 1. | 20 июн 1993 | Gerry Weber Open, Халле, Германия               | Трава    | Анри Леконт       | 2–6, 3–6                |
| 2. | 7 ноя 1993  | Paris Open, Франция                             | Ковёр    | Горан Иванишевич  | 4–6, 2–6, 6–72          |
| 3. | 3 апр 1994  | Открытый чемпионат Эшторила, Оэйраш, Португалия | Грунт    | Карлос Коста      | 6–4, 5–7, 4–6           |
| 4. | 7 авг 1994  | Открытый чемпионат Чехии, Прага                 | Грунт    | Серхи Бругера     | 3–6, 4–6                |
| 5. | 14 июл 1996 | Открытый чемпионат Швеции, Бостад               | Грунт    | Магнус Густафссон | 1–6, 3–6                |
| 6. | 12 июл 1998 | Открытый чемпионат Швеции, Бостад (2)           | Грунт    | Магнус Густафссон | 2–6, 3–6                |
| 7. | 6 июн 1999  | Открытый чемпионат Франции, Париж               | Грунт    | Андре Агасси      | 6–1, 6–2, 4–6, 3–6, 4–6 |

### Парный разряд (1)

#### Поражение (1)
| №  | Дата        | Турнир                       | Покрытие | Партнёр     | Соперники в финале              | Счёт в финале |
| -- | ----------- | ---------------------------- | -------- | ----------- | ------------------------------- | ------------- |
| 1. | 14 ноя 1999 | Кубок Кремля, Москва, Россия | Ковёр    | Марат Сафин | Даниэль Вацек Джастин Гимелстоб | 2–6, 1–6      |

## Участие в центральных турнирах в одиночном разряде за карьеру
| Турнир                               | 1992 | 1993 | 1994 | 1995 | 1996 | 1997 | 1998 | 1999 | 2000 | 2001 | Итого  | В/П за карьеру |
| ------------------------------------ | ---- | ---- | ---- | ---- | ---- | ---- | ---- | ---- | ---- | ---- | ------ | -------------- |
| Открытый чемпионат Австралии         | A    | 3R   | A    | 1/4  | 2R   | 4R   | 2R   | 2R   | 1R   | 2R   | 0 / 8  | 13–8           |
| Открытый чемпионат Франции           | 4R   | 1/2  | 1/4  | 4R   | 2R   | 4R   | 1R   | Ф    | 4R   | 1R   | 0 / 10 | 29–10          |
| Уимблдонский турнир                  | A    | 2R   | 4R   | 2R   | 1R   | 3R   | 2R   | 2R   | 1R   | 1R   | 0 / 9  | 9–9            |
| Открытый чемпионат США               | A    | 1/4  | 2R   | 2R   | 4R   | 1R   | 2R   | 4R   | A    | A    | 0 / 7  | 13–7           |
| Чемпионат мира АТР                   | A    | 1/2  | A    | A    | A    | A    | A    | A    | A    | A    | 0 / 1  | 2–2            |
| Кубок Большого шлема                 | A    | A    | 1R   | 2R   | A    | A    | A    | 1/2  | A    | A    | 0 / 3  | 2–3            |
| Турниры АТР Мастерс                  |      |      |      |      |      |      |      |      |      |      |        |                |
| Indian Wells Masters                 | A    | A    | A    | 2R   | 1R   | 1R   | 1/4  | A    | 1R   | A    | 0 / 5  | 4–5            |
| Miami Masters                        | A    | 3R   | A    | 1/4  | 3R   | 1/4  | 2R   | 2R   | 2R   | 1R   | 0 / 8  | 14–8           |
| Monte-Carlo Masters                  | A    | 1/4  | П    | 1R   | 3R   | 3R   | 2R   | 1R   | 2R   | 1R   | 1 / 9  | 14–8           |
| Rome Masters                         | A    | 3R   | 3R   | 3R   | 1/4  | 1R   | 1R   | A    | 3R   | 1R   | 0 / 8  | 11–8           |
| Hamburg                              | A    | A    | П    | П    | 2R   | П    | 1R   | A    | 3R   | 1R   | 3 / 7  | 20–4           |
| Canada Masters                       | A    | A    | A    | A    | A    | A    | A    | A    | A    | A    | 0 / 0  | 0–0            |
| Cincinnati Masters                   | A    | 3R   | 1R   | 2R   | 2R   | 3R   | 2R   | A    | A    | A    | 0 / 6  | 7–6            |
| Стокгольм / Эссен / Штутгарт Мастерс | 2R   | 1R   | 1R   | 2R   | A    | 2R   | A    | 1R   | A    | A    | 0 / 6  | 3–6            |
| Paris Indoor                         | 2R   | Ф    | 1R   | 2R   | A    | A    | A    | 2R   | A    | A    | 0 / 5  | 7–5            |

## Административная и политическая деятельность
В 1995 году Андрей Медведев возглавлял благотворительный фонд АТР.
В 2002 году Андрей Медведев был избран Послом доброй воли Украины при ООН. В этом качестве он участвовал в акции «Пробег ради жизни» в Киеве в сентябре 2002 года, направленной на сбор денег для борьбы со СПИДом.
В 2004 году Андрей Медведев был избран президентом Федерации тенниса Украины, а в 2006 году стал почётным президентом ФТУ В 2009 году он создал и возглавил Украинский теннисный союз.. В декабре 2016 года назначен капитаном сборной Украины в Кубке Дэвиса.

## Инциденты
В ночь с 14 на 15 сентября 2011 года Андрей Медведев, управляя внедорожником Toyota Land Cruiser, насмерть сбил 28-летнего мужчину, переходившего дорогу по пешеходному переходу возле села Глеваха Васильковского района Киевской области. После удара молодой человек перелетел через крышу внедорожника, после чего по нему проехали ещё два автомобиля. У Медведева была взята проба крови на алкоголь и возбуждено уголовное дело по факту смерти человека. Через неделю СМИ опубликовали выводы судебной медэкспертизы, согласно которым Медведев вёл машину в нетрезвом виде, но смерть пешехода наступила после того, как его переехал грузовой автомобиль. Таким образом Медведеву должно было быть предъявлено обвинение не в убийстве, а в нанесении травм средней тяжести.